# Droit de marlotage
 (janvier 2011).
Si vous disposez d'ouvrages ou d'articles de référence ou si vous connaissez des sites web de qualité traitant du thème abordé ici, merci de compléter l'article en donnant les références utiles à sa vérifiabilité et en les liant à la section « Notes et références ».
Le droit de marlotage était un droit perçu par l'État sur l'extraction charbonnière, le plus souvent une taxe provinciale sur la quantité de charbon extraite. Les impôts provinciaux sur le charbon en Hainaut aux XVIIe siècle et XVIIIe siècle s'appelaient plus globalement les "droits de marlotage et de navigation".
Certains exploitants en furent exemptés, comme le Montois Ghislain Drion qui reçut le droit d'exploiter la concession de l'Olive, s'étendant de l'abbaye jusqu'à la limite de Chapelle et jusqu'au village de Morlanwelz, à partir du 1er janvier 1755.
Il était possible également d'être fermier du droit de marlotage", y compris lorsque l'on était actionnaire d'une société de charbonnage, comme c'était le cas pour Ferdinand Joseph Prouvaix, qui détenait des parts du charbonnage de Strépy-Bracquegnies, venant de son épouse, tout en étant aussi associé en 1764 au charbonnage de Longtaing-St-Vaast et en 1767 au charbonnage d'Haine-St-Paul.